# Мершбах (Рајн-Хунрик-Крајс)
Мершбах (њем. Mörschbach) општина је у њемачкој савезној држави Рајна-Палатинат. Једно је од 134 општинска средишта округа Рајн-Хунсрик. Према процјени из 2010. у општини је живјело 338 становника. Посједује регионалну шифру (AGS) 7140096.

## Географски и демографски подаци
Мершбах се налази у савезној држави Рајна-Палатинат у округу Рајн-Хунсрик. Општина се налази на надморској висини од 430 метара. Површина општине износи 5,8 km². У самом мјесту је, према процјени из 2010. године, живјело 338 становника. Просјечна густина становништва износи 58 становника/km².